# Halecium repens
Halecium repens is een hydroïdpoliep uit de familie Haleciidae. De poliep komt uit het geslacht Halecium. Halecium repens werd in 1907 voor het eerst wetenschappelijk beschreven door Jäderholm. 